# 都靈和議
都靈和議簽署於公元1381年8月8日，結束了威尼斯與熱那亞間最後一場大戰──基奧賈戰爭。在這場戰爭中，雙方都承受了相當的損失，但熱那亞的損失比威尼斯更為嚴重。最終，威尼斯在與熱那亞漫長的地中海貿易爭鬥中獲得了勝利。

## 條約
透過薩伏依伯國「綠伯爵」阿梅迪奧六世的調解，雙方在杜林簽訂和平條約。在條約中，熱那亞和威尼斯都沒有獲得明顯的好處。威尼斯喪失了一些領土，特雷維索交給了奧地利，科內利亞諾(Conegliano)落入卡拉雷西家族的統治之下，忒涅多斯(Tenedos)交回給拜占庭，第里雅斯特回歸阿奎萊亞，但隨後就被奧地利佔領，而達爾馬提亞則是給了匈牙利。
都靈和議可分為四個獨立的部分。在威尼斯與匈牙利的條約中，威尼斯每年需付7000金幣給匈牙利，而匈牙利則是不許讓船隻在流入亞得里亞海的河流上行駛，且達爾馬提亞的商人不許向威尼斯購買超過35000金幣的貨物。在威尼斯與熱那亞的條約中，忒涅多斯島交由薩伏依伯國託管，並趕走上面的居民，且威尼斯承諾不支持賽普勒斯。在威尼斯與帕多瓦的條約則是雙方必須交出佔領的領土。而威尼斯與第里雅斯特的條約則是第里雅斯特可以由付出貢金還換取自由。

## 長期結果
這條約乍看之下對威尼斯不利，但它結束了威尼斯與熱那亞間長期的競爭。因此，對熱那亞來說，這最多只能算是慘勝而已，熱那亞的艦隊受到了嚴重的損失，之後再也沒有完全重建回來，而且熱那亞本身也陷入了與其他城邦的戰爭及內亂當中。而威尼斯則是在之後數十年間收復了失土，且更重要的是，威尼斯獨占了地中海的貿易，並利用其利益來壯大自己。